# ドイツサッカー王者の一覧
男子と女子のドイツサッカー王者、ドイチャー・フースバルマイスターの一覧を以下に示す。主な内容はドイツサッカー協会 (DFB)、およびDFBに吸収された東ドイツ協会とザールラント協会の、国内最上位大会・最上位リーグ王者である。さらに、DFB王座創設以前、または同時並行で存在した非主流派団体のドイツ王者についても、この記事内で扱う。

## DFBドイツ王座創設以前 (1891-1902)
ドイツサッカー協会が設立されたのは1900年、初めてドイツ王座戦を開催したのは1903年である。しかし、DFBより早く創設された「ドイツサッカー○○協会」を名乗る複数の団体が、すでに大会を開催していた。これらの大会王者は、「正史」の担い手たるDFBから正式なドイツ王者として認定されていない。どちらの大会もベルリン内部の選手権であり、一度だけ他地域のクラブを招待した事があったが、対戦は実現しなかった。
- ドイツサッカー選手協会（ドイツ語版） (BDF)：1890年創設
- ドイツサッカー・クリケット協会（ドイツ語版）[2] (DFuCB)：1891年創設

こうしたローカル協会や選手権は、ベルリン以外のドイツ各地にも作られたのだが、いずれも長続きせずに消えていき、生き残った統括団体はほとんどDFBの地方協会となった。1892年にはBDFとDFuCBの王者同士が対戦し、BDF王者のBFCゲルマニアがBFuCB王者のイングリッシュFCを3－1で下した。
DFuCBには、のちにDFB大会で2回ドイツ王者となる名門ベルリナーTuFCヴィクトリア89が所属していた。1894年、DFuCBは唯一の非ベルリン会員であったFCハーナウ93を招いて、ヴィクトリアとの間で「ブンデスマイスターシャフト」の開催を目論んだのだが、しかしハーナウが首都への遠征費の高さを理由に辞退し、試合は中止された。それから113年後の2007年7月21日・28日、実現しなかった試合のエキシビジョンマッチが行われた。ホーム・アンド・アウェイ2試合制で対戦し、結果はヴィクトリアの1勝1分 (3-1,1-1)だった。 

### ドイツサッカー選手協会王者 1891
- 1891: ベルリナーFCゲルマニア1888（ドイツ語版）

### ドイツサッカー・クリケット協会王者 1892–1902
- 1891/92: イングリッシュFC1890ベルリン（ドイツ語版）
- 1892/93: ベルリナーTuFCヴィクトリア1889（ドイツ語版）[2]
- 1893/94: ベルリナーTuFCヴィクトリア1889[2]
- 1894/95: ベルリナーTuFCヴィクトリア1889
- 1895/96: ベルリナーTuFCヴィクトリア1889
- 1896/97: ベルリナーTuFCヴィクトリア1889
- 1897/98: ベルリナーFCフォアヴェルツ1890（ドイツ語版）
- 1898/99: ベルリナーFCフォアヴェルツ1890
- 1899/1900: ベルリナーFCフォアヴェルツ1890
- 1900/01: ベルリナーFCフォアヴェルツ1890
- 1901/02: ベルリナーSC1893

## 男子王者 (DFB・DDR・ザールラント) 1903-

### DM決勝戦 1903-1945[3][注 1]
| シーズン                           | マイスター                         | 準優勝                                          | 結果                                                                     | 試合日                                                                   | 開催地                                                                   | 会場                                                                     |
| ---------------------------------- | ---------------------------------- | ----------------------------------------------- | ------------------------------------------------------------------------ | ------------------------------------------------------------------------ | ------------------------------------------------------------------------ | ------------------------------------------------------------------------ |
| 1902/03                            | VfBライプツィヒ (1893)             | DFCプラーク                                     | 7:2                                                                      | 1903年5月31日                                                            | アルトナ                                                                 | エクセルツィーアバイデ                                                   |
| 1903/04                            | 王者なし                           | ベルリナーTuFCブリタニア VfBライプツィヒ (1893) | 決勝は1904年5月22日カッセルで 開催予定だったが、諸事情により中止された。 | 決勝は1904年5月22日カッセルで 開催予定だったが、諸事情により中止された。 | 決勝は1904年5月22日カッセルで 開催予定だったが、諸事情により中止された。 | 決勝は1904年5月22日カッセルで 開催予定だったが、諸事情により中止された。 |
| 1904/05                            | ベルリナーTuFCウニオン1892         | カールスルーアーFV                              | 2:0                                                                      | 1905年5月21日                                                            | ケルン                                                                   | ヴァイデンペッシャー・パルク                                             |
| 1905/06                            | VfBライプツィヒ (1893) (2)         | 1.FCプフォルツハイム                            | 2:1                                                                      | 1906年5月27日                                                            | ニュルンベルク                                                           | 1.FCNプラッツ・アン・デア・ツィーゲルガッセ                              |
| 1906/07                            | フライブルガーFC                   | ベルリナーTuFCヴィクトリア1889                  | 3:1                                                                      | 1907年5月19日                                                            | マンハイム                                                               | MFG96プラッツ・アン・デア・ブラウエライエン                              |
| 1907/08                            | ベルリナーTuFCヴィクトリア1889     | シュトゥットガルター・キッカース                | 3:1                                                                      | 1908年6月7日                                                             | ベルリン＝テンペルホーフ                                                 | ゲルマニア・プラッツ                                                     |
| 1908/09                            | カールスルーアーFCフェニックス     | ベルリナーTuFCヴィクトリア1889                  | 4:2                                                                      | 1909年5月30日                                                            | ブレスラウ                                                               | ゼムラープラッツ (SCシュレージエン・ブレスラウ)                          |
| 1909/10                            | カールスルーアーFV                 | ホルシュタイン・キール                          | 1:0 延長                                                                 | 1910年5月15日                                                            | ケルン                                                                   | ヴァイデンペッシャー・パルク                                             |
| 1910/11                            | ベルリナーTuFCヴィクトリア1889 (2) | VfBライプツィヒ (1893)                          | 3:1                                                                      | 1911年6月4日                                                             | ドレスデン                                                               | シュポルトプラッツ・アン・デア・ヒギエンアウスシュテルンク               |
| 1911/12                            | ホルシュタイン・キール             | カールスルーアーFV                              | 1:0                                                                      | 1912年5月26日                                                            | ハンブルク                                                               | ヴィクトリア・シュポルトプラッツ・ホーエルフト                           |
| 1912/13                            | VfBライプツィヒ (1893) (3)         | デュースブルガーSpV                             | 3:1                                                                      | 1913年5月11日                                                            | ミュンヘン                                                               | MTVプラッツ・アン・デア・マーバッハシュトラーセ                          |
| 1913/14                            | SpVggフュルト                      | VfBライプツィヒ (1893)                          | 3:2 延長                                                                 | 1914年5月31日                                                            | マクデブルク                                                             | ヴィクトリア96・プラッツ                                                 |
| 1915-1919年は中止 (第一次世界大戦) |                                    |                                                 |                                                                          |                                                                          |                                                                          |                                                                          |
| 1919/20                            | 1.FCニュルンベルク                 | SpVggフュルト                                   | 2:0                                                                      | 1920年6月13日                                                            | フランクフルト                                                           | シュタディオン・ザントヘーファー・ヴィーゼン                             |
| 1920/21                            | 1.FCニュルンベルク (2)             | ベルリナーFCフォアヴェルツ1890                  | 5:0                                                                      | 1921年6月12日                                                            | デュッセルドルフ                                                         | DSC99プラッツ                                                            |
| 1921/22                            | なし。                             | ハンブルガーSV 1.FCニュルンベルク               | 2:2 延長 1:1 延長                                                        | 1922年6月18日 1922年8月6日                                               | ベルリン ライプツィヒ                                                    | グルーネヴァルトシュタディオン VfBシュタディオン                         |
| 1922/23                            | ハンブルガーSV                     | ウニオン・オーバーシェーネバイデ                | 3:0                                                                      | 1923年6月10日                                                            | ベルリン                                                                 | グルーネヴァルトシュタディオン                                           |
| 1923/24                            | 1.FCニュルンベルク (3)             | ハンブルガーSV                                  | 2:0                                                                      | 1924年6月8日                                                             | ベルリン                                                                 | グルーネヴァルトシュタディオン                                           |
| 1924/25                            | 1.FCニュルンベルク (4)             | FSVフランクフルト                               | 1:0 延長                                                                 | 1925年6月7日                                                             | フランクフルト                                                           | ヴァルトシュタディオン                                                   |
| 1925/26                            | SpVggフュルト (2)                  | ヘルタBSC                                       | 4:1                                                                      | 1926年6月13日                                                            | フランクフルト                                                           | ヴァルトシュタディオン                                                   |
| 1926/27                            | 1.FCニュルンベルク (5)             | ヘルタBSC                                       | 2:0                                                                      | 1927年6月12日                                                            | ベルリン                                                                 | グルーネヴァルトシュタディオン                                           |
| 1927/28                            | ハンブルガーSV (2)                 | ヘルタBSC                                       | 5:2                                                                      | 1928年6月29日                                                            | アルトナ                                                                 | アルトナー・シュタディオン                                               |
| 1928/29                            | SpVggフュルト (3)                  | ヘルタBSC                                       | 3:2                                                                      | 1929年7月28日                                                            | ニュルンベルク                                                           | 1.FCNシュタディオン・アム・ツァボ                                        |
| 1929/30                            | ヘルタBSC                          | ホルシュタイン・キール                          | 5:4                                                                      | 1930年6月22日                                                            | デュッセルドルフ                                                         | ラインシュタディオン                                                     |
| 1930/31                            | ヘルタBSC (2)                      | TSV1860ミュンヘン                               | 3:2                                                                      | 1931年6月14日                                                            | ケルン                                                                   | ミュンガースドルファー・シュタディオン                                   |
| 1931/32                            | FCバイエルン・ミュンヘン           | アイントラハト・フランクフルト                  | 2:0                                                                      | 1932年6月12日                                                            | ニュルンベルク                                                           | シュテッティッシェス・シュタディオン                                     |
| 1932/33                            | フォルトゥナ・デュッセルドルフ     | FCシャルケ04                                    | 3:0                                                                      | 1933年6月11日                                                            | ケルン                                                                   | ミュンガースドルファー・シュタディオン                                   |
| 1933/34                            | FCシャルケ04                       | 1.FCニュルンベルク                              | 2:1                                                                      | 1934年6月24日                                                            | ベルリン                                                                 | ポストシュタディオン                                                     |
| 1934/35                            | FCシャルケ04 (2)                   | VfBシュトゥットガルト                           | 6:4                                                                      | 1935年6月23日                                                            | ケルン                                                                   | ミュンガースドルファー・シュタディオン                                   |
| 1935/36                            | 1.FCニュルンベルク (6)             | フォルトゥナ・デュッセルドルフ                  | 2:1 延長                                                                 | 1936年6月21日                                                            | ベルリン                                                                 | ポストシュタディオン                                                     |
| 1936/37                            | FCシャルケ04(3)                    | 1.FCニュルンベルク                              | 2:0 延長                                                                 | 1937年6月20日                                                            | ベルリン                                                                 | オリンピアシュタディオン                                                 |
| 1937/38                            | ハノーファー96                     | FCシャルケ04                                    | 3:3 延長 4:3 延長                                                        | 1938年6月26日 1938年7月3日                                               | ベルリン                                                                 | オリンピアシュタディオン                                                 |
| 1938/39                            | FCシャルケ04 (4)                   | SKアドミラ・ヴィーン                            | 9:0                                                                      | 1939年6月18日                                                            | ベルリン                                                                 | オリンピアシュタディオン                                                 |
| 1939/40                            | FCシャルケ04 (5)                   | ドレスデナーSC                                  | 1:0                                                                      | 1940年7月21日                                                            | ベルリン                                                                 | オリンピアシュタディオン                                                 |
| 1940/41                            | SKラピート・ヴィーン               | FCシャルケ04                                    | 4:3                                                                      | 1941年6月22日                                                            | ベルリン                                                                 | オリンピアシュタディオン                                                 |
| 1941/42                            | FCシャルケ04 (6)                   | ファースト・ヴィエナFC                          | 2:0                                                                      | 1942年7月4日                                                             | ベルリン                                                                 | オリンピアシュタディオン                                                 |
| 1942/43                            | ドレスデナーSC                     | FVザールブリュッケン                            | 3:0                                                                      | 1943年7月27日                                                            | ベルリン                                                                 | オリンピアシュタディオン                                                 |
| 1943/44                            | ドレスデナーSC (2)                 | LSVハンブルク                                   | 4:0                                                                      | 1944年6月18日                                                            | ベルリン                                                                 | オリンピアシュタディオン                                                 |
| 1944/45                            | 本大会中止 (第二次世界大戦)        | 本大会中止 (第二次世界大戦)                     | 本大会中止 (第二次世界大戦)                                              | 本大会中止 (第二次世界大戦)                                              | 本大会中止 (第二次世界大戦)                                              | 本大会中止 (第二次世界大戦)                                              |

### 連合軍占領地域1946-1948
| シーズン | 米国                  | フランス                 | 英国           | ソ連         | ベルリン                         |
| -------- | --------------------- | ------------------------ | -------------- | ------------ | -------------------------------- |
| 1945/46  | VfBシュトゥットガルト | 1.FCザールブリュッケン   | –              | –            | SGヴィルマースドルフ             |
| 1946/47  | 1.FCニュルンベルク    | 1.FCカイザースラウテルン | ハンブルガーSV | –            | SGシャルロッテンブルク           |
| 1947/48  | 1.FCニュルンベルク    | 1.FCカイザースラウテルン | ハンブルガーSV | SGプラニッツ | SGウニオンオーバーシェーネバイデ |

### DM決勝戦 1948[3]
| シーズン | マイスター             | 準優勝                   | 結果 | 試合日       | 開催地 | 会場                                   |
| -------- | ---------------------- | ------------------------ | ---- | ------------ | ------ | -------------------------------------- |
| 1947/48  | 1.FCニュルンベルク (7) | 1.FCカイザースラウテルン | 2:1  | 1948年8月8日 | ケルン | ミュンガースドルファー・シュタディオン |

### ソ連占領地域決勝 1948–1949
| シーズン  | マイスター        | 準優勝                   | 結果 | 試合日        | 開催地       | 会場                                     |
| --------- | ----------------- | ------------------------ | ---- | ------------- | ------------ | ---------------------------------------- |
| 1947-1948 | SGプラニッツ      | SGフライムフェルデ・ハレ | 1:0  | 1948年7月4日  | ライプツィヒ | プロブスタイダー・シュタディオン         |
| 1948-1949 | ZSGウニオン・ハレ | フォルトゥナ・エアフルト | 4:1  | 1949年6月26日 | ドレスデン   | シュタディオン・アム・オストラーゲヘーゲ |

### エーレンリーガ・ザールラント 1949-1951[16]
| シーズン | 優勝                                     | 準優勝                       | 3位                       |
| -------- | ---------------------------------------- | ---------------------------- | ------------------------- |
| 1948/49  | VfBノインキルヒェン                      | SVザール05ザールブリュッケン | SVホンブルク              |
| 1949/50  | シュポルトフロインデ05ザールブリュッケン | VfBノインキルヒェン          | 1.FCザールブリュッケン II |
| 1950/51  | 1.FCザールブリュッケン II                | プロイセン・メアヒヴァイラー | SVザンクト・インクバート  |

### DM決勝戦 (西ドイツ) 1949–1963[3]
| シーズン | マイスター                     | 準優勝                       | 結果     | 試合日        | 開催地                                 |
| -------- | ------------------------------ | ---------------------------- | -------- | ------------- | -------------------------------------- |
| 1948/49  | VfRマンハイム                  | ボルシア・ドルトムント       | 3:2 延長 | 1949年7月10日 | シュトゥットガルト                     |
| 1949/50  | VfBシュトゥットガルト          | キッカーズ・オッフェンバッハ | 2:1      | 1950年6月25日 | ベルリン                               |
| 1950/51  | 1.FCカイザースラウテルン       | プロイセン・ミュンスター     | 2:1      | 1951年6月30日 | ベルリン                               |
| 1951/52  | VfBシュトゥットガルト (2)      | 1.FCザールブリュッケン       | 3:2      | 1952年6月22日 | ルートヴィヒスハーフェン・アム・ライン |
| 1952/53  | 1.FCカイザースラウテルン (2)   | VfBシュトゥットガルト        | 4:1      | 1953年6月21日 | ベルリン                               |
| 1953/54  | ハノーファー96 (2)             | 1.FCカイザースラウテルン     | 5:1      | 1954年5月23日 | ハンブルク                             |
| 1954/55  | ロート＝ヴァイス・エッセン     | 1.FCカイザースラウテルン     | 4:3      | 1955年6月26日 | ハノーファー                           |
| 1955/56  | ボルシア・ドルトムント         | カールスルーアーSC           | 4:2      | 1956年6月24日 | ベルリン                               |
| 1956/57  | ボルシア・ドルトムント (2)     | ハンブルガーSV               | 4:1      | 1957年6月23日 | ハノーファー                           |
| 1957/58  | FCシャルケ04 (7)               | ハンブルガーSV               | 3:0      | 1958年5月18日 | ハノーファー                           |
| 1958/59  | アイントラハト・フランクフルト | キッカーズ・オッフェンバッハ | 5:3 延長 | 1959年6月28日 | ベルリン                               |
| 1959/60  | ハンブルガーSV (3)             | 1.FCケルン                   | 3:2      | 1960年6月25日 | フランクフルト                         |
| 1960/61  | 1.FCニュルンベルク (8)         | ボルシア・ドルトムント       | 3:0      | 1961年6月24日 | ハノーファー                           |
| 1961/62  | 1.FCケルン                     | 1.FCニュルンベルク           | 4:0      | 1962年5月12日 | ベルリン                               |
| 1962/63  | ボルシア・ドルトムント (3)     | 1.FCケルン                   | 3:1      | 1963年6月29日 | シュトゥットガルト                     |

### DDRオーバーリーガ1950–1991[17]
| シーズン  | DDRマイスター                                    | 準優勝                                           | 3位                                              |
| --------- | ------------------------------------------------ | ------------------------------------------------ | ------------------------------------------------ |
| 1949/50   | ZSGホルヒ・ツヴィッカウ                          | SGドレスデン＝フリードリヒスシュタット           | BSGモトーア・デッサウ                            |
| 1950/51   | BSGヒェミー・ライプツィヒ (1950)                 | BSGトゥルビーネ・エアフルト                      | BSGモトーア・ツヴィッカウ                        |
| 1951/52   | BSGトゥルビーネ・ハレ                            | SGフォルクスポリツァイ・ドレスデン               | BSGヒェミー・ライプツィヒ                        |
| 1952/53   | SGディナモ・ドレスデン                           | BSGヴィスムート・アウエ                          | BSGモトーア・ツヴィッカウ                        |
| 1953/54   | BSGトゥルビーネ・エアフルト                      | BSGヒェミー・ライプツィヒ (1950)                 | SGディナモ・ドレスデン                           |
| 1954/55   | SCトゥルビーネ・エアフルト (2)                   | SCヴィスムート・カール＝マルクス＝シュタット     | SCロタツィオーン・ライプツィヒ                   |
| 1955 半期 | SCヴィスムート・カール＝マルクス＝シュタット     | SCエンポーア・ロストック                         | SCディナモ・ベルリン                             |
| 1956      | SCヴィスムート・カール＝マルクス＝シュタット (2) | SCアクティヴィスト・ブリースケ＝ゼンフテンベルク | SCロコモティフ・ライプツィヒ                     |
| 1957      | SCヴィスムート・カール＝マルクス＝シュタット (3) | ASKフォアヴェルツ・ベルリン                      | SCロタツィオーン・ライプツィヒ                   |
| 1958      | ASKフォアヴェルツ・ベルリン                      | SCモトーア・イェーナ                             | SCアクティヴィスト・ブリースケ＝ゼンフテンベルク |
| 1959      | SCヴィスムート・カール＝マルクス＝シュタット (4) | ASKフォアヴェルツ・ベルリン                      | SCディナモ・ベルリン                             |
| 1960      | ASKフォアヴェルツ・ベルリン                      | SCディナモ・ベルリン                             | SCロコモティフ・ライプツィヒ                     |
| 1961/62   | ASKフォアヴェルツ・ベルリン (2)                  | SCエンポーア・ロストック                         | SCディナモ・ベルリン                             |
| 1962/63   | SCモトーア・イェーナ                             | SCエンポーア・ロストック                         | ASKフォアヴェルツ・ベルリン                      |
| 1963/64   | BSGヒェミー・ライプツィヒ (1950) (2)             | SCエンポーア・ロストック                         | SCライプツィヒ                                   |
| 1964/65   | ASKフォアヴェルツ・ベルリン (3)                  | SCモトーア・イェーナ                             | BSGヒェミー・ライプツィヒ (1950)                 |
| 1965/66   | FCフォアヴェルツ・ベルリン                       | FCカール・ツァイス・イェーナ                     | 1.FCロコモティフ・ライプツィヒ                   |
| 1966/67   | FCカール＝マルクス＝シュタット                   | 1.FCロコモティフ・ライプツィヒ                   | BSGモトーア・ツヴィッカウ                        |
| 1967/68   | FCカール・ツァイス・イェーナ                     | ハンザ・ロストック                               | 1.FCマクデブルク                                 |
| 1968/69   | FCフォアヴェルツ・ベルリン (2)                   | FCカール・ツァイス・イェーナ                     | 1.FCマクデブルク                                 |
| 1969/70   | FCカール・ツァイス・イェーナ (2)                 | FCフォアヴェルツ・ベルリン                       | SGディナモ・ドレスデン                           |
| 1970/71   | SGディナモ・ドレスデン (2)                       | FCカール・ツァイス・イェーナ                     | ハレシャーFCヒェミー                             |
| 1971/72   | 1.FCマクデブルク                                 | ベルリナーFCディナモ                             | SGディナモ・ドレスデン                           |
| 1972/73   | SGディナモ・ドレスデン (3)                       | FCカール・ツァイス・イェーナ                     | 1.FCマクデブルク                                 |
| 1973/74   | 1.FCマクデブルク (2)                             | FCカール・ツァイス・イェーナ                     | SGディナモ・ドレスデン                           |
| 1974/75   | 1.FCマクデブルク (3)                             | FCカール・ツァイス・イェーナ                     | SGディナモ・ドレスデン                           |
| 1975/76   | SGディナモ・ドレスデン (4)                       | ベルリナーFCディナモ                             | 1.FCマクデブルク                                 |
| 1976/77   | SGディナモ・ドレスデン (5)                       | 1.FCマクデブルク                                 | FCカール・ツァイス・イェーナ                     |
| 1977/78   | SGディナモ・ドレスデン (6)                       | 1.FCマクデブルク                                 | ベルリナーFCディナモ                             |
| 1978/79   | ベルリナーFCディナモ                             | SGディナモ・ドレスデン                           | FCカール・ツァイス・イェーナ                     |
| 1979/80   | ベルリナーFCディナモ (2)                         | SGディナモ・ドレスデン                           | FCカール・ツァイス・イェーナ                     |
| 1980/81   | ベルリナーFCディナモ (3)                         | FCカール・ツァイス・イェーナ                     | 1.FCマクデブルク                                 |
| 1981/82   | ベルリナーFCディナモ (4)                         | SGディナモ・ドレスデン                           | 1.FCロコモティフ・ライプツィヒ                   |
| 1982/83   | ベルリナーFCディナモ (5)                         | FCフォアヴェルツ・フランクフルト・オーダー       | FCカール・ツァイス・イェーナ                     |
| 1983/84   | ベルリナーFCディナモ (6)                         | SGディナモ・ドレスデン                           | 1.FCロコモティフ・ライプツィヒ                   |
| 1984/85   | ベルリナーFCディナモ (7)                         | SGディナモ・ドレスデン                           | 1.FCロコモティフ・ライプツィヒ                   |
| 1985/86   | ベルリナーFCディナモ (8)                         | 1.FCロコモティフ・ライプツィヒ                   | FCカール・ツァイス・イェーナ                     |
| 1986/87   | ベルリナーFCディナモ (9)                         | SGディナモ・ドレスデン                           | 1.FCロコモティフ・ライプツィヒ                   |
| 1987/88   | ベルリナーFCディナモ (10)                        | 1.FCロコモティフ・ライプツィヒ                   | SGディナモ・ドレスデン                           |
| 1988/89   | SGディナモ・ドレスデン (7)                       | ベルリナーFCディナモ                             | FCカール＝マルクス＝シュタット                   |
| 1989/90   | SGディナモ・ドレスデン (8)                       | FCカール＝マルクス＝シュタット                   | 1.FCマクデブルク                                 |
| 1990/91   | FCハンザ・ロストック                             | 1.FCディナモ・ドレスデン                         | FCロートヴァイス・エアフルト                     |

### ブンデスリーガ(西ドイツ) 1964-1991[3]
| シーズン | マイスター                             | 準優勝                             | 3位                                                         | 4位                                                         |
| -------- | -------------------------------------- | ---------------------------------- | ----------------------------------------------------------- | ----------------------------------------------------------- |
| 1963/64  | 1.FCケルン (2)                         | マイデリッヒャーSV                 | アイントラハト・フランクフルト                              | ボルシア・ドルトムント                                      |
| 1964/65  | ヴェルダー・ブレーメン                 | 1. FCケルン                        | ボルシア・ドルトムント                                      | TSV1860ミュンヘン                                           |
| 1965/66  | TSV1860ミュンヘン                      | ボルシア・ドルトムント             | FCバイエルン・ミュンヘン                                    | ヴェルダー・ブレーメン                                      |
| 1966/67  | アイントラハト・ブラウンシュヴァイク   | TSV1860ミュンヘン                  | ボルシア・ドルトムント                                      | アイントラハト・フランクフルト                              |
| 1967/68  | 1.FCニュルンベルク (9)                 | ヴェルダー・ブレーメン             | ボルシア・メンヒェングラートバッハ                          | 1. FCケルン                                                 |
| 1968/69  | FCバイエルン・ミュンヘン (2)           | アレマニア・アーヘン               | ボルシア・メンヒェングラートバッハ                          | アイントラハト・ブラウンシュヴァイク                        |
| 1969/70  | ボルシア・メンヒェングラートバッハ     | FCバイエルン・ミュンヘン           | ヘルタBSC                                                   | 1. FCケルン                                                 |
| 1970/71  | ボルシア・メンヒェングラートバッハ (2) | FCバイエルン・ミュンヘン           | ヘルタBSC                                                   | アイントラハト・ブラウンシュヴァイク                        |
| 1971/72  | FCバイエルン・ミュンヘン (3)           | FCシャルケ04                       | ボルシア・メンヒェングラートバッハ                          | 1. FCケルン                                                 |
| 1972/73  | FCバイエルン・ミュンヘン (4)           | 1. FCケルン                        | フォルトゥナ・デュッセルドルフ                              | ヴッパーターラーSV                                          |
| 1973/74  | FCバイエルン・ミュンヘン (5)           | ボルシア・メンヒェングラートバッハ | フォルトゥナ・デュッセルドルフ                              | アイントラハト・フランクフルト                              |
| 1974/75  | ボルシア・メンヒェングラートバッハ (3) | ヘルタBSC                          | アイントラハト・フランクフルト                              | ハンブルガーSV                                              |
| 1975/76  | ボルシア・メンヒェングラートバッハ (4) | ハンブルガーSV                     | FCバイエルン・ミュンヘン                                    | 1. FCケルン                                                 |
| 1976/77  | ボルシア・メンヒェングラートバッハ (5) | FCシャルケ04                       | アイントラハト・ブラウンシュヴァイク                        | アイントラハト・フランクフルト                              |
| 1977/78  | 1. FCケルン (3)                        | ボルシア・メンヒェングラートバッハ | ヘルタBSC                                                   | VfBシュトゥットガルト                                       |
| 1978/79  | ハンブルガーSV (4)                     | VfBシュトゥットガルト              | 1.FCカイザースラウテルン                                    | FCバイエルン・ミュンヘン                                    |
| 1979/80  | FCバイエルン・ミュンヘン (6)           | ハンブルガーSV                     | VfBシュトゥットガルト / 1. FCカイザースラウテルン (同時3位) | VfBシュトゥットガルト / 1. FCカイザースラウテルン (同時3位) |
| 1980/81  | FCバイエルン・ミュンヘン (7)           | ハンブルガーSV                     | VfBシュトゥットガルト                                       | 1. FCカイザースラウテルン                                   |
| 1981/82  | ハンブルガーSV (5)                     | 1. FCケルン                        | FCバイエルン・ミュンヘン                                    | 1. FCカイザースラウテルン                                   |
| 1982/83  | ハンブルガーSV (6)                     | ヴェルダー・ブレーメン             | VfBシュトゥットガルト                                       | FCバイエルン・ミュンヘン                                    |
| 1983/84  | VfBシュトゥットガルト (3)              | ハンブルガーSV                     | ボルシア・メンヒェングラートバッハ                          | FCバイエルン・ミュンヘン                                    |
| 1984/85  | FCバイエルン・ミュンヘン (8)           | ヴェルダー・ブレーメン             | 1. FCケルン                                                 | ボルシア・メンヒェングラートバッハ                          |
| 1985/86  | FCバイエルン・ミュンヘン (9)           | ヴェルダー・ブレーメン             | バイアー05ユールディンゲン                                  | ボルシア・メンヒェングラートバッハ                          |
| 1986/87  | FCバイエルン・ミュンヘン (10)          | ハンブルガーSV                     | ボルシア・メンヒェングラートバッハ                          | ボルシア・ドルトムント                                      |
| 1987/88  | ヴェルダー・ブレーメン (2)             | FCバイエルン・ミュンヘン           | 1. FCケルン                                                 | VfBシュトゥットガルト                                       |
| 1988/89  | FCバイエルン・ミュンヘン (11)          | 1. FCケルン                        | ヴェルダー・ブレーメン                                      | ハンブルガーSV                                              |
| 1989/90  | FCバイエルン・ミュンヘン (12)          | 1. FCケルン                        | アイントラハト・フランクフルト                              | ボルシア・ドルトムント                                      |
| 1990/91  | 1. FCカイザースラウテルン (3)          | FCバイエルン・ミュンヘン           | ヴェルダー・ブレーメン                                      | アイントラハト・フランクフルト                              |

### ブンデスリーガ (汎ドイツ) 1992-[3]
| シーズン  | マイスター                    | 準優勝                     | 3位                                | 4位                                |
| --------- | ----------------------------- | -------------------------- | ---------------------------------- | ---------------------------------- |
| 1991/92   | VfBシュトゥットガルト (4)     | ボルシア・ドルトムント     | アイントラハト・フランクフルト     | 1.FCケルン                         |
| 1992/93   | ヴェルダー・ブレーメン (3)    | FCバイエルン・ミュンヘン   | アイントラハト・フランクフルト     | ボルシア・ドルトムント             |
| 1993/94   | FCバイエルン・ミュンヘン (13) | 1.FCカイザースラウテルン   | バイア―04レーヴァクーゼン          | ボルシア・ドルトムント             |
| 1994/95   | ボルシア・ドルトムント (4)    | ヴェルダー・ブレーメン     | SCフライブルク                     | 1. FCカイザースラウテルン          |
| 1995/96   | ボルシア・ドルトムント (5)    | FCバイエルン・ミュンヘン   | FCシャルケ04                       | ボルシア・メンヒェングラートバッハ |
| 1996/97   | FCバイエルン・ミュンヘン (14) | バイアー04レーヴァクーゼン | ボルシア・ドルトムント             | VfBシュトゥットガルト              |
| 1997/98   | 1. FCカイザースラウテルン (4) | FCバイエルン・ミュンヘン   | バイアー04レーヴァクーゼン         | VfBシュトゥットガルト              |
| 1998/99   | FCバイエルン・ミュンヘン (15) | バイアー04レーヴァクーゼン | ヘルタBSC                          | ボルシア・ドルトムント             |
| 1999/2000 | FCバイエルン・ミュンヘン (16) | バイアー04レーヴァクーゼン | ハンブルガーSV                     | TSV1860ミュンヘン                  |
| 2000/01   | FCバイエルン・ミュンヘン (17) | FCシャルケ04               | ボルシア・ドルトムント             | バイアー04レーヴァクーゼン         |
| 2001/02   | ボルシア・ドルトムント (6)    | バイアー04レーヴァクーゼン | FCバイエルン・ミュンヘン           | ヘルタBSC                          |
| 2002/03   | FCバイエルン・ミュンヘン (18) | VfBシュトゥットガルト      | ボルシア・ドルトムント             | ハンブルガーSV                     |
| 2003/04   | ヴェルダー・ブレーメン (4)    | FCバイエルン・ミュンヘン   | バイアー04レーヴァクーゼン         | VfBシュトゥットガルト              |
| 2004/05   | FCバイエルン・ミュンヘン (19) | FCシャルケ04               | ヴェルダー・ブレーメン             | ヘルタBSC                          |
| 2005/06   | FCバイエルン・ミュンヘン (20) | ヴェルダー・ブレーメン     | ハンブルガーSV                     | FCシャルケ04                       |
| 2006/07   | VfBシュトゥットガルト (5)     | FCシャルケ04               | ヴェルダー・ブレーメン             | FCバイエルン・ミュンヘン           |
| 2007/08   | FCバイエルン・ミュンヘン (21) | ヴェルダー・ブレーメン     | FCシャルケ04                       | ハンブルガーSV                     |
| 2008/09   | VfLヴォルフスブルク           | FCバイエルン・ミュンヘン   | VfBシュトゥットガルト              | ヘルタBSC                          |
| 2009/10   | FCバイエルン・ミュンヘン (22) | FCシャルケ04               | ヴェルダー・ブレーメン             | バイアー04レーヴァクーゼン         |
| 2010/11   | ボルシア・ドルトムント (7)    | バイアー04レーヴァクーゼン | FCバイエルン・ミュンヘン           | ハノーファー96                     |
| 2011/12   | ボルシア・ドルトムント (8)    | FCバイエルン・ミュンヘン   | FCシャルケ04                       | ボルシア・メンヒェングラートバッハ |
| 2012/13   | FCバイエルン・ミュンヘン (23) | ボルシア・ドルトムント     | バイアー04レーヴァクーゼン         | FCシャルケ04                       |
| 2013/14   | FCバイエルン・ミュンヘン (24) | ボルシア・ドルトムント     | FCシャルケ04                       | バイアー04レーヴァクーゼン         |
| 2014/15   | FCバイエルン・ミュンヘン (25) | VfLヴォルフスブルク        | ボルシア・メンヒェングラートバッハ | バイアー04レーヴァクーゼン         |
| 2015/16   | FCバイエルン・ミュンヘン (26) | ボルシア・ドルトムント     | バイアー04レーヴァクーゼン         | ボルシア・メンヒェングラートバッハ |
| 2016/17   | FCバイエルン・ミュンヘン (27) | RBライプツィヒ             | ボルシア・ドルトムント             | TSG1899ホッフェンハイム            |
| 2017/18   | FCバイエルン・ミュンヘン (28) | FCシャルケ04               | TSG1899ホッフェンハイム            | ボルシア・ドルトムント             |
| 2018/19   | FCバイエルン・ミュンヘン (29) | ボルシア・ドルトムント     | RBライプツィヒ                     | バイアー04レーヴァクーゼン         |
| 2019/20   | FCバイエルン・ミュンヘン (30) | ボルシア・ドルトムント     | RBライプツィヒ                     | ボルシア・メンヒェングラートバッハ |
| 2020/21   | FCバイエルン・ミュンヘン (31) | RBライプツィヒ             | ボルシア・ドルトムント             | VfLヴォルフスブルク                |
| 2021/22   | FCバイエルン・ミュンヘン (32) | ボルシア・ドルトムント     | バイアー04レーヴァクーゼン         | RBライプツィヒ                     |
| 2022/23   | FCバイエルン・ミュンヘン (33) | ボルシア・ドルトムント     | RBライプツィヒ                     | 1.FCウニオン・ベルリン             |
| 2023/24   | バイアー04レーヴァクーゼン    | VfBシュトゥットガルト      | FCバイエルン・ミュンヘン           | RBライプツィヒ                     |
| 2024/25   | FCバイエルン・ミュンヘン      | バイアー04レーヴァクーゼン | - アイントラハト・フランクフルト   | - ボルシア・ドルトムント           |

## クラブ別優勝回数
DFB、東ドイツサッカー協会、DFBが消滅していた1940-1945年の統括組織ファッハアムト・フースバルの下での、優勝回数ランキングである。回数が同じ場合、先に優勝した方を上に表示している。
| クラブ                                       | 優勝回数 | 優勝回数                    | 優勝回数             | 優勝回数             | 初優勝-直近優勝 |
| クラブ                                       | 通算     | 汎ドイツ (1903–1944, 1992-) | 西ドイツ (1948–1991) | 東ドイツ (1950–1991) | 初優勝-直近優勝 |
| -------------------------------------------- | -------- | --------------------------- | -------------------- | -------------------- | --------------- |
| FCバイエルン・ミュンヘン                     | 34       | 23                          | 11                   |                      | 1932–2025       |
| ベルリナーFCディナモ                         | 10       |                             |                      | 10                   | 1979–1988       |
| 1.FCニュルンベルク                           | 9        | 6                           | 3                    |                      | 1920–1968       |
| SGディナモ・ドレスデン                       | 8        |                             |                      | 8                    | 1953–1990       |
| ボルシア・ドルトムント                       | 8        | 5                           | 3                    |                      | 1956–2012       |
| FCシャルケ04                                 | 7        | 6                           | 1                    |                      | 1934–1958       |
| ハンブルガーSV                               | 6        | 2                           | 4                    |                      | 1923–1983       |
| ASKフォアヴェルツ・ベルリン                  | 6        |                             |                      | 6                    | 1959–1969       |
| VfBシュトゥットガルト                        | 5        | 2                           | 3                    |                      | 1950–2007       |
| ボルシア・メンヒェングラートバッハ           | 5        |                             | 5                    |                      | 1970–1977       |
| 1.FCカイザースラウテルン                     | 4        | 1                           | 3                    |                      | 1951–1998       |
| ヴェルダー・ブレーメン                       | 4        | 2                           | 2                    |                      | 1965–2004       |
| VfBライプツィヒ (1893)                       | 3        | 3                           |                      |                      | 1903–1913       |
| SpVggフュルト                                | 3        | 3                           |                      |                      | 1914–1929       |
| SCヴィスムート・カール＝マルクス＝シュタット | 3        |                             |                      | 3                    | 1956–1959       |
| 1.FCケルン                                   | 3        |                             | 3                    |                      | 1962–1978       |
| FCカール・ツァイス・イェーナ                 | 3        |                             |                      | 3                    | 1963–1970       |
| 1.FCマクデブルク                             | 3        |                             |                      | 3                    | 1972–1975       |
| ベルリナーTuFCヴィクトリア1889               | 2        | 2                           |                      |                      | 1908–1911       |
| ヘルタBSC                                    | 2        | 2                           |                      |                      | 1930–1931       |
| ハノーファー96                               | 2        | 1                           | 1                    |                      | 1938–1954       |
| ドレスデナーSC                               | 2        | 2                           |                      |                      | 1943–1944       |
| BSGヒェミー・ライプツィヒ (1950)             | 2        |                             |                      | 2                    | 1951–1964       |
| トゥルビーネ・エアフルト                     | 2        |                             |                      | 2                    | 1954–1955       |
| ベルリナーTuFCウニオン92                     | 1        | 1                           |                      |                      | 1905            |
| フライブルガーFC                             | 1        | 1                           |                      |                      | 1907            |
| カールスルーアーFCフェニックス               | 1        | 1                           |                      |                      | 1909            |
| カールスルーアーFV                           | 1        | 1                           |                      |                      | 1910            |
| ホルシュタイン・キール                       | 1        | 1                           |                      |                      | 1912            |
| フォルトゥナ・デュッセルドルフ               | 1        | 1                           |                      |                      | 1933            |
| SKラピート・ヴィーン                         | 1        | 1                           |                      |                      | 1941            |
| VfRマンハイム                                | 1        |                             | 1                    |                      | 1949            |
| ZSGホルヒ・ツヴィッカウ                      | 1        |                             |                      | 1                    | 1950            |
| トゥルビーネ・ハレ                           | 1        |                             |                      | 1                    | 1952            |
| ロート＝ヴァイス・エッセン                   | 1        |                             | 1                    |                      | 1955            |
| アイントラハト・フランクフルト               | 1        |                             | 1                    |                      | 1959            |
| TSV1860ミュンヘン                            | 1        |                             | 1                    |                      | 1966            |
| アイントラハト・ブラウンシュヴァイク         | 1        |                             | 1                    |                      | 1967            |
| FCカール＝マルクス＝シュタット               | 1        |                             |                      | 1                    | 1967            |
| ハンザ・ロストック                           | 1        |                             |                      | 1                    | 1991            |
| VfLヴォルフスブルク                          | 1        | 1                           |                      |                      | 2009            |
| バイアー04レーヴァクーゼン                   | 1        | 1                           |                      |                      | 2024            |

注釈:
1. ↑  DDR最多優勝
2. ↑  または1. FCディナモ・ドレスデン
3. ↑  1922年の優勝を返上した。 よって、このデータに含めていない。
4. ↑  またはFCフォアヴェルツ・ベルリン
5. ↑  越年制から通年制への移行期に行われた短期シーズン、DDRフースバル・オーバーリーガ1955（ドイツ語版）の優勝を含む。
6. ↑  またはSCモトーア・イェーナ
7. ↑  1990年以降のドイツ連邦共和国に含まれない地域からの、唯一のドイツ王者。

## 歴代の最多優勝クラブ (DFB・DFV)
| 単独首位期間 | クラブ                                              | 優勝回数 |
| ------------ | --------------------------------------------------- | -------- |
| 1903–1905    | VfBライプツィヒ (1893)                              | 1        |
| 1905–1906    | VfBライプツィヒ (1893) / ベルリナーTuFCウニオン1892 | 1        |
| 1906–1911    | VfBライプツィヒ (1893)                              | 2        |
| 1911–1913    | VfBライプツィヒ (1893)/ BFCヴィクトリア1889         | 2        |
| 1913–1924    | VfBライプツィヒ (1893)                              | 3        |
| 1924–1925    | VfBライプツィヒ (1893) / 1.FCニュルンベルク         | 3        |
| 1925–1942    | 1.FCニュルンベルク                                  | 4–6      |
| 1942–1948    | 1.FCニュルンベルク / FCシャルケ04                   | 6        |
| 1948–1958    | 1.FCニュルンベルク                                  | 7        |
| 1958–1961    | 1.FCニュルンベルク / FCシャルケ04                   | 7        |
| 1961–1985    | 1.FCニュルンベルク                                  | 8–9      |
| 1986         | 1.FCニュルンベルク / FCバイエルン・ミュンヘン       | 9        |
| 1987         | FCバイエルン・ミュンヘン                            | 10       |
| 1988         | FCバイエルン・ミュンヘン / BFCディナモ              | 10       |
| 1989-        | FCバイエルン・ミュンヘン                            | 11–34    |

1.FCニュルンベルクは1924年から1986年まで、62年間ドイチャーマイスター最多回数記録を保持、単独首位は通算50年間である。これを追い抜いたFCバイエルン・ミュンヘンは、2023-2024シーズン終了時点でBFCディナモに23回分の差をつけていることから、2050年までに首位の座を譲ることは考えにくい。

## DFB以外の男子王者
DFBと並行して、以下のような団体が独自にドイツサッカー王者を決める大会を開催した。その大半は正史から忘れ去られているが、なぜこんなに沢山の統括組織・大会が生まれたのかは、主としてヴァイマル共和制時代の社会的分断が理由と考えられる (セグリゲーション)。例えば共産主義者も「パラレル団体」を作って、全国的なスポーツ大会を開催したが、DFBやほかの統括団体は関与していない。
- ドイチェ・アカデミカーマイスターシャフト（ドイツ語版） (ドイツ学生協会主催)：帝政時代にドイツ学生協会が開催した、全国学生スポーツ選手権サッカーの部。まだ学業を修了していない大学生・高校生・大学相当の教育機関生徒、または四年制大学卒業生 (のちに六年制) を対象とする。 DFBも運営に関わっていた。1.FCニュルンベルク、ホルシュタイン・キールなどが出場している。

- ドイツ体操団体（ドイツ語版） (DT)：ドイツの体操クラブは伝統的に選民思想が強く、外来スポーツを異質なものとして嫌悪する風潮が根強かった[18][19]。そうした歴史的背景もあって、1923-1924年に体操とスポーツの純粋分割（ドイツ語版）によって作られた、純粋体操クラブのための協会である。しかしそれら体操クラブの中にもまだサッカー部門が残存していて、彼らの為に短期間だけサッカー大会を開催した。そのほとんどは、後に体操クラブから分離してDFBに移籍した。

- 労働者体操・スポーツ協会（ドイツ語版） (ATSB)：1893年結成、左翼系組織[20]。非主流派団体の中では最大勢力であり、ドイツ社会民主党との結びつきが強かった。労働者オリンピアードに出場するドイツ代表チームを編成[20]。全国17地区にサッカーリーグを作り、その勝者たちによる全国大会を14シーズン連続で開催した。ブルジョア主導のDFBとは犬猿の仲で[20]、また、試合記録に出場者・得点者など選手個人の名前を書き残さないという[20]、特異なカルチャーを持っていた。1933年ナチス政権によって解散させられるが、1945年に再建され2008年まで存続した。

- 赤色スポーツ統一闘争共同体（ドイツ語版） (ロートシュポルト)：ドイツ共産党の関係組織。ATSBから分裂した。

- ドイツ青年活力スポーツ協会（ドイツ語版） (DJK)：1920年創設、カトリック教会系。国際カトリックスポーツ体育連盟に加盟している。1934年、DJKを敵視するヒトラーユーゲントによって非合法化された後[21]、1947年に再建され存続中。4年ごとに全国スポーツ祭典を開催。カトリック教徒の多いドイツ南部・西部が勢力基盤であり、加盟クラブはすべてDJK (Deutsche Jugendkraft) のイニシャルを持つ。

- マッカビ・ドイチュラント（ドイツ語版）[注 5]：ユダヤ系。1898年創設、1938年に解散させられ、1965年に再建された。マッカビ世界連合（ドイツ語版）[注 6]所属。当時はシオニスト団体だった[23]。ナチス政権初期のスポーツクラブからのユダヤ系会員追放後、被追放者たちによる全国サッカー大会を開催した[23]。

- ユダヤ戦線兵士帝国協会（ドイツ語版） (シュポルトブント・シルト)：ユダヤ系[23][注 7]。

### ドイツ学生選手権 1911–1914
- 1911: VfBマーブルク（ドイツ語版）
- 1912: ホルシュタイン・キール
- 1913: VfBライプツィヒ (1893)（ドイツ語版）
- 1914: シュトゥットガルター・キッカース[24]

### 労働者体操・スポーツ協会 1920–1932
- 1920: TSVフュルト（ドイツ語版）
- 1921: VfLズュートオストライプツィヒ・シュテテリッツ（ドイツ語版）
- 1922: VfLズュートオストライプツィヒ・シュテテリッツ
- 1923: VfLズュートオストライプツィヒ・シュテテリッツ
- 1924: ドレスナーSV1910（ドイツ語版）
- 1925: ドレスナーSV1910
- 1926: ドレスナーSV1910
- 1927: ドレスナーSV1910
- 1928: SCアドラー・パンコフ（ドイツ語版）
- 1929: SCロアベーアハンブルク（ドイツ語版）
- 1930: TSVニュルンベルク＝オスト（ドイツ語版）
- 1931: SCロアベーア06ハンブルク
- 1932: TSVニュルンベルク＝オスト

### ドイツ青年活力スポーツ協会 1921–1932
- 1921: DJKエッセン＝カターンベルク（ドイツ語版）
- 1924: DJKエッセン＝カテルンベルク
- 1927: DJKシュパルタ・ニュルンベルク（ドイツ語版）
- 1932: DJKシュパルタ・ニュルンベルク

### ドイツ体操団体 1925–1930
- 1925: MTVフュルト（ドイツ語版）
- 1926: MTVフュルト
- 1927: TV1861フォルスト（ドイツ語版）
- 1928: ハーブルガーTB1865（ドイツ語版）
- 1929: TV1846マンハイム（ドイツ語版）
- 1930: クルップシェTGエッセン（ドイツ語版）

### 赤色スポーツ統一闘争共同体 1931–1932
- 1931: ドレスデナーSV1910（ドイツ語版）
- 1932: FTイェスニッツ（ドイツ語版）[25]

### ドイチャー・マッカビ・クライス 1934–1938
- 1934: バル・コホバ＝ハコア・ベルリン（ドイツ語版）
- 1936: バル・コホバ・フランクフルト（ドイツ語版）
- 1937: バル・コホバ・フランクフルト
- 1938: バル・コホバ＝ハコア・ベルリン[26]

### ユダヤ戦線兵士帝国協会 1934-1938
- 1934: JSG33ベルリン
- 1935: TSVシルト・フランクフルト
- 1936: TSVシルト・フランクフルト
- 1937: TSVシルト・フランクフルト
- 1938: TSVシルト・ボーフム[26]

## 女子王者

### DM決勝 1974–1997[27][28]
統一前に関しては、西ドイツ (1974-1991) と東ドイツ (1979-1991) の女子王者を同じ表にまとめてある。東ドイツの大会結果は、東ドイツ女子サッカー最強決定戦も参照。 
| シーズン                                              | DFB女王                               | 準優勝                               | 結果                 | 試合日                      | 開催地                                                    | DDR女王                                           |
| ----------------------------------------------------- | ------------------------------------- | ------------------------------------ | -------------------- | --------------------------- | --------------------------------------------------------- | ------------------------------------------------- |
| 1973/74                                               | TuSヴェーアシュタット                 | DJKアイントラハト・エアレ            | 4:0                  | 1974年9月8日                | マインツ                                                  |                                                   |
| 1974/75                                               | ボナーSC                              | FCバイエルン・ミュンヘン             | 4:2                  | 1975年6月15日               | バート・ゴーデスベルク                                    |                                                   |
| 1975/76                                               | FCバイエルン・ミュンヘン              | テニス・ボルシア・ベルリン           | 4:2                  | 1976年6月20日               | ジーゲン                                                  |                                                   |
| 1976/77                                               | SSG09ベルギッシュ・グラートバッハ09   | オーバースト・シール・フランクフルト | 0:0 1:0              | 1977年6月18日 1977年6月25日 | ベルギッシュ・グラートバッハ フランクフルト・アム・マイン |                                                   |
| 1977/78                                               | SC07バート・ノエナーア                | FCヘラス・マーピンゲン               | 2:0 0:1              | 1978年6月17日 1978年6月25日 | バート・ノイエナーア エッペルボルン                       |                                                   |
| 1978/79                                               | SSG09ベルギッシュ・グラートバッハ (2) | FCバイエルン・ミュンヘン             | 3:2 1:0              | 1979年6月17日 1979年6月24日 | ミュンヘン ベルギッシュ・グラートバッハ                   | BSGモオーア・ミッテ・カール＝マルクス＝シュタット |
| 1979/80                                               | SSGベルギッシュ・グラートバッハ (3)   | KBCデュースブルク                    | 5:0                  | 1980年6月15日               | ベルギッシュ・グラートバッハ                              | BSGヴィスムート・カール＝マルクス＝シュタット     |
| 1980/81                                               | SSG09ベルギッシュ・グラートバッハ (4) | テニス・ボルシア・ベルリン           | 4:0                  | 1981年6月20日               | ベルギッシュ・グラートバッハ                              | BSGトゥルビーネ・ポツダム                         |
| 1981/82                                               | SSG09ベルギッシュ・グラートバッハ (5) | FCバイエルン・ミュンヘン             | 6:0                  | 1982年6月17日               | ベルギッシュ・グラートバッハ                              | BSGトゥルビーネ・ポツダム                         |
| 1982/83                                               | SSG09ベルギッシュ・グラートバッハ (6) | テニス・ボルシア・ベルリン           | 6:0                  | 1983年6月25日               | ベルギッシュ・グラートバッハ                              | BSGトゥルビーネ・ポツダム                         |
| 1983/84                                               | SSG09ベルギッシュ・グラートバッハ (7) | FSVフランクフルト                    | 3:1                  | 1984年6月30日               | フランクフルト・アム・マイン                              | BSGモトーア・ハレ                                 |
| 1984/85                                               | KBCデュースブルク                     | FCバイエルン・ミュンヘン             | 1:0                  | 1985年6月30日               | デュースブルク                                            | BSGトゥルビーネ・ポツダム                         |
| 1985/86                                               | FSVフランクフルト                     | SSG09ベルギッシュ・グラートバッハ    | 5:0                  | 1986年6月28日               | ベルギッシュ・グラートバッハ                              | BSGトゥルビーネ・ポツダム                         |
| 1986/87                                               | TSVジーゲン                           | FSVフランクフルト                    | 2:1                  | 1987年6月28日               | ジーゲン                                                  | BSGロタツィオーン・シュレーマ                     |
| 1987/88                                               | SSG09ベルギッシュ・グラートバッハ (8) | KBCデュースブルク                    | 0:0 延長, 5:4 延長.  | 1988年6月26日               | ベルギッシュ・グラートバッハ                              | BSGロタツィオーン・シュレーマ                     |
| 1988/89                                               | SSG09ベルギッシュ・グラートバッハ (9) | TuSアーバッハ                        | 2:0                  | 1989年7月8日                | モンタバウアー                                            | BSGトゥルビーネ・ポツダム                         |
| 1989/90                                               | TSVジーゲン (2)                       | SSG09ベルギッシュ・グラートバッハ    | 3:0                  | 1990年6月24日               | ジーゲン                                                  | BSGポスト・ロストック                             |
| 2グループ制時代のフラウエン・ブンデスリーガ優勝決定戦 |                                       |                                      |                      |                             |                                                           |                                                   |
| 1990/91                                               | TSVジーゲン (3)                       | FSVフランクフルト                    | 2:1                  | 1991年6月16日               | ジーゲン                                                  | USVイェーナ                                       |
| 1991/92                                               | TSVジーゲン (4)                       | グリュン＝ヴァイス・ブラウヴァイラー | 2:0                  | 1992年6月28日               | ジーゲン                                                  |                                                   |
| 1992/93                                               | TuSニーダーキルヒェン                 | TSVジーゲン                          | 2:1 延長             | 1993年6月20日               | リンブルガーホーフ                                        |                                                   |
| 1993/94                                               | TSVジーゲン (5)                       | グリュン＝ヴァイス・ブラウヴァイラー | 1:0                  | 1994年6月19日               | プルハイム                                                |                                                   |
| 1994/95                                               | FSVフランクフルト (2)                 | グリュン＝ヴァイス・ブラウヴァイラー | 2:0                  | 1995年5月14日               | プルハイム                                                |                                                   |
| 1995/96                                               | TSVジーゲン (6)                       | SGプラウンハイム                     | 1:0                  | 1996年6月2日                | フランクフルト                                            |                                                   |
| 1996/97                                               | グリュン＝ヴァイス・ブラウヴァイラー  | FCルーメルン＝カルデンハウゼン       | 1:1 延長, 5:3 ＰＫ戦 | 1997年6月8日                | デュースブルク-ホンベルク (デュースブルク)                |                                                   |

### ブンデスリーガ (1リーグ制) 1997/98-
| 年度    | マイスター                      | 準優勝                      | 3位                            | 4位                                  |
| ------- | ------------------------------- | --------------------------- | ------------------------------ | ------------------------------------ |
| 1997/98 | FSVフランクフルト (3)           | SGプラウンハイム            | FCRデュースブルク              | グリュン＝ヴァイス・ブラウヴァイラー |
| 1998/99 | 1.FFCフランクフルト             | FCRデュースブルク           | シュポルトフロインデ・ジーゲン | SSVトゥルビーネ・ポツダム            |
| 99/2000 | FCRデュースブルク               | 1.FFCフランクフルト         | シュポルトフロインデ・ジーゲン | 1.FFCトゥルビーネ・ポツダム          |
| 2000/01 | 1.FFCフランクフルト (2)         | 1.FFCトゥルビーネ・ポツダム | FCRデュースブルク              | FFCブラウヴァイラー・プルハイム      |
| 2001/02 | 1.FFCフランクフルト (3)         | 1.FFCトゥルビーネ・ポツダム | FCR2001デュースブルク          | FCバイエルン・ミュンヘン             |
| 2002/03 | 1.FFCフランクフルト (4)         | 1.FFCトゥルビーネ・ポツダム | FCR2001デュースブルク          | FFCハイケ・ライネ                    |
| 2003/04 | 1.FFCトゥルビーネ・ポツダム     | 1.FFCフランクフルト         | FFCハイケ・ライネ              | FCR2001デュースブルク                |
| 2004/05 | 1.FFCフランクフルト (5)         | FCR2001デュースブルク       | 1.FFCトゥルビーネ・ポツダム    | FCバイエルン・ミュンヘン             |
| 2005/06 | 1.FFCトゥルビーネ・ポツダム (2) | FCR2001デュースブルク       | 1.FFCフランクフルト            | SC07バート・ノイエナール             |
| 2006/07 | 1.FFCフランクフルト (6)         | FCR2001デュースブルク       | 1.FFCトゥルビーネ・ポツダム    | FCバイエルン・ミュンヘン             |
| 2007/08 | 1.FFCフランクフルト (7)         | FCR2001デュースブルク       | 1.FFCトゥルビーネ・ポツダム    | FCバイエルン・ミュンヘン             |
| 2008/09 | 1.FFCトゥルビーネ・ポツダム (3) | FCバイエルン・ミュンヘン    | FCR2001デュースブルク          | 1.FFCフランクフルト                  |
| 2009/10 | 1.FFCトゥルビーネ・ポツダム (4) | FCR2001デュースブルク       | 1.FFCフランクフルト            | FCバイエルン・ミュンヘン             |
| 2010/11 | 1.FFCトゥルビーネ・ポツダム (5) | 1.FFCフランクフルト         | FCR2001デュースブルク          | ハンブルガーSV                       |
| 2011/12 | 1.FFCトゥルビーネ・ポツダム (6) | VfLヴォルフスブルク         | 1.FFCフランクフルト            | FCR2001デュースブルク                |
| 2012/13 | VfLヴォルフスブルク             | 1.FFCトゥルビーネ・ポツダム | 1.FFCフランクフルト            | FCバイエルン・ミュンヘン             |
| 2013/14 | VfLヴォルフスブルク (2)         | 1.FFCフランクフルト         | 1.FFCトゥルビーネ・ポツダム    | FCバイエルン・ミュンヘン             |
| 2014/15 | FCバイエルン・ミュンヘン (2)    | VfLヴォルフスブルク         | 1.FFCフランクフルト            | 1.FFCトゥルビーネ・ポツダム          |
| 2015/16 | FCバイエルン・ミュンヘン (3)    | VfLヴォルフスブルク         | 1.FFCフランクフルト            | SCフライブルク (女子)                |
| 2016/17 | VfLヴォルフスブルク (3)         | FCバイエルン・ミュンヘン    | 1.FFCトゥルビーネ・ポツダム    | SCフライブルク (女子)                |
| 2017/18 | VfLヴォルフスブルク (4)         | FCバイエルン・ミュンヘン    | SCフライブルク (女子)          | 1.FFCトゥルビーネ・ポツダム          |
| 2018/19 | VfLヴォルフスブルク (5)         | FCバイエルン・ミュンヘン    | 1.FFCトゥルビーネ・ポツダム    | SGSエッセン                          |
| 2019/20 | VfLヴォルフスブルク (6)         | FCバイエルン・ミュンヘン    | TSG1899ホッフェンハイム (女子) | 1.FFCトゥルビーネ・ポツダム          |
| 2020/21 | FCバイエルン・ミュンヘン (4)    | VfLヴォルフスブルク         | TSG1899ホッフェンハイム (女子) | 1.FFCトゥルビーネ・ポツダム          |
| 2021/22 | VfLヴォルフスブルク (7)         | FCバイエルン・ミュンヘン    | アイントラハト・フランクフルト | 1.FFCトゥルビーネ・ポツダム          |
| 2022/23 | FCバイエルン・ミュンヘン (5)    | VfLヴォルフスブルク         | アイントラハト・フランクフルト | TSG1899ホッフェンハイム (女子)       |
| 2023/24 | FCバイエルン・ミュンヘン (6)    | VfLヴォルフスブルク         | アイントラハト・フランクフルト | SGSエッセン                          |
| 2024/25 | FCバイエルン・ミュンヘン ()     | VfLヴォルフスブルク         | アイントラハト・フランクフルト | バイアー04レーヴァクーゼン           |

### クラブ別優勝回数 (DFB・DFV)

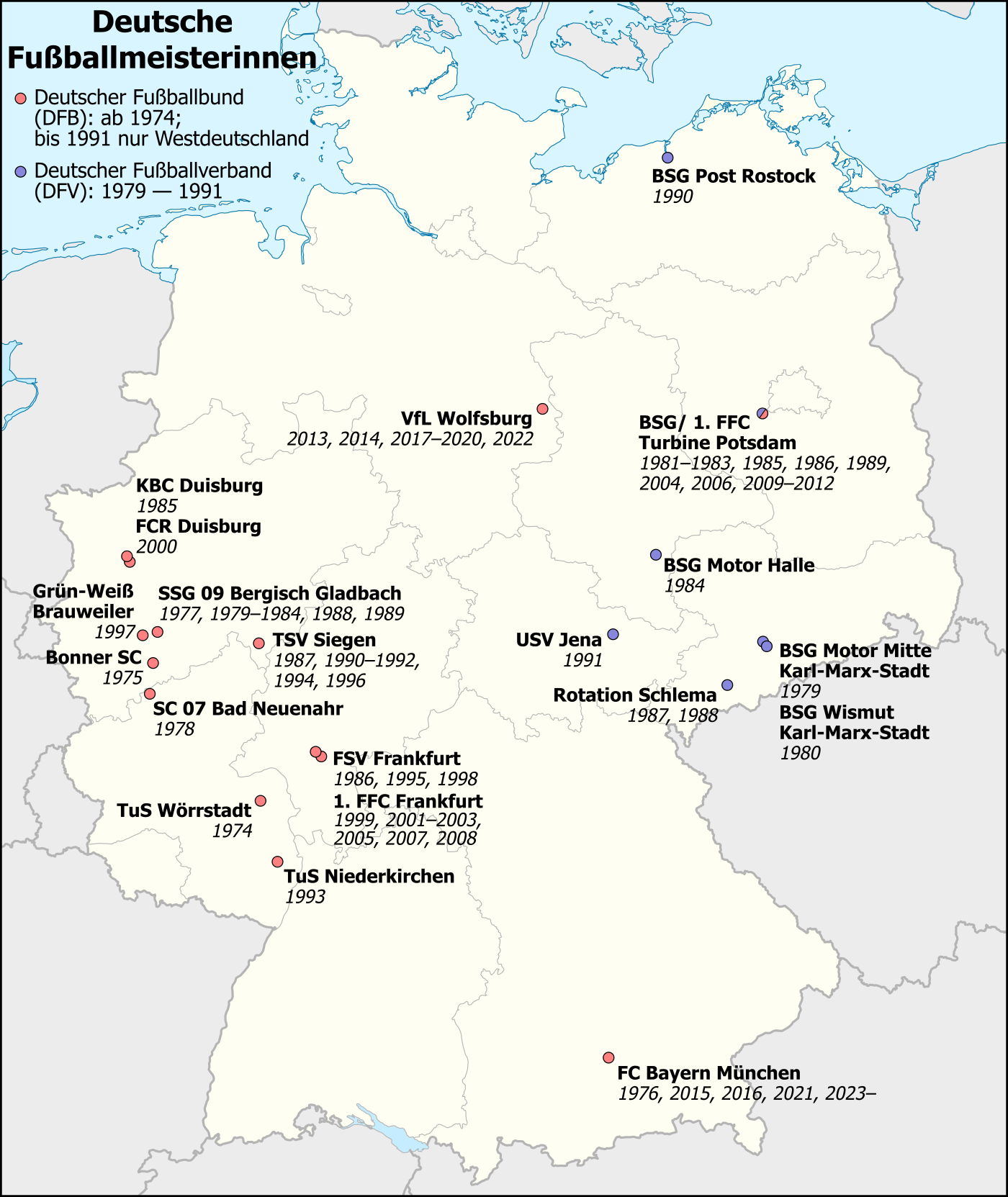

| クラブ                                            | 優勝回数 | 優勝回数 | 初優勝-直近優勝 |
| クラブ                                            | DFB      | DFV      | 初優勝-直近優勝 |
| ------------------------------------------------- | -------- | -------- | --------------- |
| SVベルギッシュ・グラートバッハ09                  | 9        |          | 1977–1989       |
| 1.FFCフランクフルト                               | 7        |          | 1999–2008       |
| VfLヴォルフスブルク                               | 7        |          | 2013–2022       |
| FCバイエルン・ミュンヘン                          | 7        |          | 1976–2025       |
| BSG/1.FFCトゥルビーネ・ポツダム                   | 6        | 6        | 1981–2012       |
| TSVジーゲン                                       | 6        |          | 1987–1996       |
| FSVフランクフルト                                 | 3        |          | 1986–1998       |
| BSGロタツィオーン・シュレーマ                     |          | 2        | 1987–1988       |
| TuSヴェーアシュタット                             | 1        |          | 1974            |
| ボナーSC                                          | 1        |          | 1975            |
| SC07バート・ノイエナーア                          | 1        |          | 1978            |
| BSGモトーア・ミッテ・カール＝マルクス＝シュタット |          | 1        | 1979            |
| BSGヴィスムート・カール＝マルクス＝シュタット     |          | 1        | 1980            |
| BSGモトーア・ハレ                                 |          | 1        | 1984            |
| KBCデュースブルク                                 | 1        |          | 1985            |
| BSGポスト・ロウトック (女子サッカー)              |          | 1        | 1990            |
| USVイェーナ                                       |          | 1        | 1991            |
| TuSニーダーキルヒェン                             | 1        |          | 1993            |
| グリュン＝ヴァイス・ブラウヴァイラー              | 1        |          | 1997            |
| FCRデュースブルク                                 | 1        |          | 2000            |